# مارسیو جیووانی
مارسیو جیووانی (به پرتغالی: Márcio Fabiano Giovanini) مدافع اهل برزیل است که در شهر لوندرینا، پارانا، برزیل و در تاریخ ۱۷ اکتبر ۱۹۷۸ به دنیا آمده‌است.
مارسیو جیووانی در تیم‌های فوتبال Malutrom سابقهٔ حضور دارد.